# Mordella v-fasciata
Mordella v-fasciata is een keversoort uit de familie spartelkevers (Mordellidae). De wetenschappelijke naam van de soort is voor het eerst geldig gepubliceerd in 1895 door Lea.